# Zamek w Białej Cerkwi
Zamek w Białej Cerkwi, zamek starostów białocerkiewskich – niezachowany średniowieczny zamek położony w Białej Cerkwi nad Rosią.

## Historia
W 1550 roku wojewoda kijowski Fryderyk Proński wybudował w tym miejscu obronny zamek mający chronić ludność przed Tatarami. Warownia została zdobyta przez Kozaków w 1591 roku. W 1596 roku obronił go przed Nalewajką kniaź Roman Różyński. W 1648 roku zajął go Bohdan Chmielnicki, ale już w 1649 roku odzyskane umocnienia w Białej Cerkwi zostały rozbudowane i wzmocnione przez Stefana Czarnieckiego, wojewodę ruskiego, hetmana polnego koronnego, który zorganizował również na nowo obronę zamku. Według legendy w tym zamku miał mieszkać również Semen Palej. Podczas wyprawy zadnieprzańskiej, w dniu 23 października 1663 roku na zamku w Białej Cerkwi odbyła się wielka narada wojenna, w której udział wziął król Jan Kazimierz, Jan Sobieski, Stefan Czarniecki, Stanisław Rewera Potocki, hetman kozacki Paweł Tetera, Szymon Kawiecki. W końcu XVII wieku jego załogę stanowiło 2 tysiące żołnierzy. W latach 1664–1668 komendantem twierdzy był generał Jan Stachórski, który utrzymał twierdzę, mimo odcięcia dostaw zaopatrzenia i oblężeń. Do 1739 dowódcą twierdzy białocerkiewskiej był Dominik Ignacy Bekierski. Ostatni opis twierdzy pochodzi z 1765 roku i wzmiankuje, że broniło go 25 armat, dwa moździerze i cztery bastiony, a całość otaczały fosy i rzeka Roś. 
Po II rozbiorze Polski w 1793 roku zamek znalazł się na terytorium Rosji, której władczyni Katarzyna II Wielka rozkazała rozebrać fortyfikację.
Komendanci twierdzy
- generał major głównej komendy fortecy Jan Stachórski, 1664–1668
- podpułkownik (oberszterlejtnat) Jan Zygmunt Löbel (Loebel), 1668–1671
- Gerhard Fitinghof, 1671–1672
- pułkownik Ernest Otto Rappe, 1678
- Ludwik de Orgewalt (Orgewald, Orgewal) kapitan, a następnie major i podpułkownik, 1693
- pułkownik, miecznik podolski Jan Gałecki, 1694

## Architektura zamku
Lustracja z 1612 roku podaje, że na jego terenie istniała kaplica katolicka, dwór podstarościego, stajnia, kuchnia, cekhauz na armaty, prochownia i cztery baszty w narożach. W XVII wieku warownia miała pięć drewnianych baszt a w obrębie umocnień stało trzydzieści domów. Do połowy XIX wieku widoczne było w tym miejscu jeszcze zamczysko.

## Pałac w Białej Cerkwi
Pod koniec XVIII wieku lub na początku XIX wieku Franciszek Ksawery Branicki wybudował na Górze Zamkowej pałac zimowy Branickich. Był to jedenastoosiowy, dwukondygnacyjny pałac zbudowany w stylu klasycystycznym o dość oszczędnej elewacji. Postawiono go z drewna na wysokiej podmurówce. Wnętrza urządzone były w stylu empire i zdobiło je też popiersie króla Polski Stanisława Augusta Poniatowskiego. Po lewej stronie od pałacu zbudowano piętrową trzynastoosiową oficynę z portykiem wgłębnym z ośmioma kolumnami. W pobliżu znajdował się budynek skarbca, prawa oficyna oraz brama. 
Pałac okradli i podpalili uczestnicy rewolucji 1917 roku.